# Leonardo Andervolti
Leonardo Andervolti (Spilimbergo) (1805 – 1867) fue un condotiero y patriota italiano. 
Tuvo un papel importante en la unificación de Italia. Participó en la defensa de Osoppo y Venecia contra los austriacos en la primera Guerra de Independencia Italiana. Es conocido también por su tratado Beneméritos Campeones de la Independencia Italiana, un elogio de la figura de Enrico Ulissi.